# RaiQuan Gray
Pour les articles homonymes, voir Gray.
RaiQuan Kelvan Gray, né le 7 juillet 1999 à Parkland en Floride, est un joueur américain de basket-ball évoluant aux postes d'ailier fort et pivot.

## Biographie

### Carrière universitaire
Entre 2018 et 2021, il joue pour les Seminoles de Florida State.

### Carrière professionnelle
Le 29 juillet 2021, il est sélectionné à la 59e position de la draft 2021 de la NBA par les Nets de Brooklyn.
Début avril 2023, il signe un contrat two-way avec les Nets de Brooklyn. Il est coupé en juillet 2023.
Début mars 2024, il signe un contrat two-way avec les Spurs de San Antonio.

## Statistiques

### Universitaires
Les statistiques de RaiQuan Gray en matchs universitaires sont les suivantes :
| Saison    | Équipe        | Matchs   | Titul.   | Min./m   | % Tir    | % 3pts   | % LF     | Rbds/m.  | Pass/m.  | Int/m.   | Ctr/m.   | Pts/m.   |
| --------- | ------------- | -------- | -------- | -------- | -------- | -------- | -------- | -------- | -------- | -------- | -------- | -------- |
| 2017-2018 | Florida State | Redshirt | Redshirt | Redshirt | Redshirt | Redshirt | Redshirt | Redshirt | Redshirt | Redshirt | Redshirt | Redshirt |
| 2018-2019 | Florida State | 36       | 4        | 12.3     | .435     | .313     | .721     | 2.3      | .8       | .8       | .2       | 3.9      |
| 2019-2020 | Florida State | 29       | 24       | 19.5     | .392     | .220     | .696     | 3.8      | 1.4      | 1.1      | .7       | 6.0      |
| 2020-2021 | Florida State | 25       | 24       | 26.3     | .517     | .267     | .763     | 6.4      | 2.2      | 1.2      | .7       | 11.9     |
| Carrière  | Carrière      | 90       | 52       | 18.5     | .458     | .262     | .732     | 3.9      | 1.4      | 1.0      | .5       | 6.8      |

## Distinctions personnelles
- Third-team All-ACC (2021)